# P.D.Q. Bach
P.D.Q. Bach (Leipzig, 1 april 1742 – Baden-Baden, 5 mei 1807) is de fictieve laatste zoon van Johann Sebastian Bach en tegelijkertijd het pseudoniem van zijn bedenker, Peter Schickele, die een groot aantal parodistische muziekwerken gecomponeerd heeft.
De figuur P.D.Q. Bach is intussen meer dan een wetenschappelijk grapje, omdat zijn biografie en zijn (respectievelijk Peter Schickeles) muziek vooral bij de uitvoerende muzikanten een grote populariteit heeft en immer geciteerd en uitgevoerd werd. De humor rond de fictieve componist is voor een groot deel gebaseerd op Engelse woordspelingen, die in vertaling niet precies weergegeven kunnen worden.

## Leven
Aan de hand van de uiteindelijke biografie van P.D.Q. Bach, die Schickele in 1976 in New York publiceerde, laat zich de biografie als volgt samenvatten:
P.D.Q. Bach werd op 1 april 1742 in Leipzig geboren als zoon van Johann Sebastian en Anna Magdalena Bach. Volgens Schickele gaf de vader zijn jongste zoon (pas nadat diens halfbroer Wilhelm Friedemann Bach daar meermalen op had aangedrongen) de initialen P.D.Q. als voornaam, zonder te verduidelijken waar dat voor staat. In het Engels staat p.d.q. voor pretty damn quick. Überhaupt had Johann Sebastian voor zijn laatste zoon weinig belangstelling: hij gaf hem geen muziekopleiding en liet hem slechts een Kazoo na toen hij 1750 overleed.
In 1755 was P.D.Q. in de leer bij de uitvinder van de zingende zaag, Lodewijk Tandenstoker. In 1756 maakte hij in Salzburg kennis met Leopold Mozart, die hij het advies gaf zijn zoon Wolfgang een goede opleiding te geven en hem veel te laten oefenen, zodat Wolfgang de grootste biljartspeler aller tijden zou worden. Later ging P.D.Q. naar Sint-Petersburg, om zijn neef Leonhard Sigismund Dietrich Bach te bezoeken, en om bij zijn dochter Betty Sue een kind te maken.
Pas op 35-jarige leeftijd begon P.D.Q. muziek te schrijven, hoofdzakelijk door melodieën van andere componisten te plagiëren. Hij overleed op 5 mei 1807. Op zijn grafsteen staat echter "1807-1742". Over dit probleem bestaan verschillende theorieën: een daarvan luidt dat P.D.Q. zich in zijn gehele leven muzikaal achteruit ontwikkelde; een andere behelst dat zijn bekende familie op die manier wilde verdoezelen dat hij een zoon van J.S. Bach was.
Na de dood van P.D.Q. poogde Betty Sue Bach, die intussen met de Liverpoolse muziekuitgever Jonathan "Boozey" Hawkes gehuwd was, een Uitgave van voornaamste werken van P.D.Q. Bach samen te stellen, maar zij werd daarvoor in 1817 op een brandstapel verbrand.“
Ten aanzien van P.D.Q. Bachs beoordeling in de muziekgeschiedenis schrijft Schickele:
P.D.Q. Bach was een man die de loop der muziekgeschiedenis helemaal niet veranderde, een man die het begrip originaliteit door zijn onkunde betekenis gaf, een man die de grootste beperking waarvoor ooit een componist heeft gestaan, overwon: het geheel en al ontbreken van begaafdheid. P.D.Q. Bach overwon vastberaden deze belemmering, die anderen in een leraarsbetrekking of in dienst van de overheid gedreven zou hebben. Het gevolg is een ongeëvenaard oeuvre.

## Muziek
Schickele schrijft: P.D.Q. Bachs muziek heeft „de originaliteit van Johann Christian, de arrogantie van Carl Philipp Emanuel en de diepgang van Johann Christoph Friedrich.“ Karakteristiek voor deze muziek is een manie van plagiaat. P.D.Q. vond weinig eigen melodieën; het meeste thematische materiaal haalde hij bij andere componisten; hij sorteerde het, meestal op een zonderlinge manier.
Meestal gebruikt P.D.Q. Bach instrumenten die in het traditionele orkest zelden worden gebruikt, zoals het Tromboon (een trombone met fagot-S-bocht en een dubbel riet zoals de fagot), de slide whistle, de Lasso d'amore, de Kazoo, en een heleboel dingen die niet vaak als muziekinstrumenten gebruikt worden, zoals luchtballonen of fietsen. Bovendien laat hij de musici op ongebruikelijke wijze hun instrumenten bespelen, zoals een half uit elkaar genomen hoorn in de cantate Iphigenia in Brooklyn. Zijn zangpartijen gebruiken naast de normale zang ook effecten als hoesten, zuchten, schreeuwen, lachen en snikken.
Een onopgehelderd anachronisme is dat P.D.Q. Bach zich in zijn werk niet alleen vrolijk maakt over de barok, maar ook over de romantiek en de moderne muziek, soms ook over country-muziek (in Oedipus Tex) en rap (Classical Rap). In Prelude to Einstein on the Fritz moet een man snurken, terwijl het orkest minimal music speelt.

## Composities (selectie)
Peter Schickele heeft de tot nu toe «ontdekte» stukken in het zogenoemde Schickeleverzeichnis (afgekort met „S.“) bijeengebracht.
- Trite Quintet, S. 6 of 1, The Half a Dozen of the Other
- Traümerei for solo piano, S. 13
- Echo Sonata for two unfriendly groups of instruments, S. 9999..
- Gross Concerto for Divers' Flutes, two Trumpets, and Strings, S.-2
- Safe Sextet, S. R33-l45-r[pass it once]78
- Serenude, S. 36-24-36
- A Consort of Christmas Carols, S. 359
- A Little Nightmare Music an Opera in One Irrevocable Act
- Suite from The Civilian Barber, S. 4F
- the half-act opera „The Stoned Guest“, S. deest
- Two Madrigals from the Triumphs of Thusnelda, S. 1601
- Bach Portrait for Narrator and Orchestra
- Erotica Variations for banned instruments and piano, S. 36 EE
- Hansel and Gretel and Ted and Alice, an opera in one unnatural act, S. 22-1
- Concerto for Bassoon vs. Orchestra, S. deest
- The Preachers of Crimetheus, S. 988 Ballet in One Selfless Act
- Grand Serenade for an Awful Lot of Winds and Percussion, S. 1000
  1. Grand Entrance
  2. Simply Grand Minuet
  3. Romance in The Grand Manner
  4. Rondo Mucho Grando
- Cantate: Iphigenia in Brooklyn, S. 52. 62
- Oratorium: The Seasonings, S. 1 ½ nm
- Sonata for Viola for Four Hands, S. 440
- Notebook for Betty Sue Bach, S. 13 on the best way to 14
- The grossest Fugue, S. 50 % Discount
- Fanfare for the Common Cold, S. 38,5°
- the canine cantata Wachet Arf!, S. K 9
- 12 Quite Heavenly Songs
- 1712 Overture for really big orchestra, S. 1712

## Publicaties
- Peter Schickele: Die endgültige Biographie des P.D.Q. Bach. Ein Leben gegen die Musik. 2.Auflage. Atlantis, Mainz 1999. ISBN 3-254-08374-1